# Diocese de São Raimundo Nonato
A Diocese de São Raimundo Nonato (Dioecesis Raymundianus), é uma circunscrição eclesiástica da Igreja Católica Apostólica Romana no Brasil, criada no dia 3 de outubro de 1981.

## História
No dia 17 de dezembro de 1960, por meio da bula Cum Venerabilis, de João XXIII, foi criada a Prelazia de São Raimundo Nonato, sendo seu primeiro bispo Dom Amadeo González.
Em 3 de outubro de 1981 a prelazia de São Raimundo Nonato foi elevada a diocese, sendo seu primeiro bispo diocesano Dom Cândido Lorenzo González.

## Bispos
| #  | Nome                                | Período     | Notas                              |
| -- | ----------------------------------- | ----------- | ---------------------------------- |
| 6° | Ronilton Souza de Araújo, S.C.J.    | 2023-atual  |                                    |
| 5° | Eduardo Zielski                     | 2016-2023   |                                    |
| 4° | João Santos Cardoso                 | 2011 - 2015 | Nomeado Bispo de Bom Jesus da Lapa |
| 3° | Pedro Brito Guimarães               | 2002 - 2010 | Nomeado Arcebispo de Palmas        |
| 2º | Cândido Lorenzo González, O. de M.  | 1969 - 2002 | Renunciou por idade                |
| 1º | Amadeu González Ferreiros, O. de M. | 1961 - 1967 | Renunciou                          |